# Lee Kang-jo
Dans ce nom coréen, le nom de famille, Lee, précède le nom personnel.
Lee Kang-jo (coréen : 이강조) (né le 27 octobre 1954 à Gangneung en Corée du Sud) est un footballeur international sud-coréen, qui évoluait au poste de milieu de terrain, avant de devenir entraîneur.

## Biographie

### Carrière de joueur

#### Carrière en sélection
Avec l'équipe de Corée du Sud, il joue 36 matchs (pour 6 buts inscrits) entre 1976 et 1984. 
Il figure notamment dans le groupe des sélectionnés lors des coupe d'Asie des nations de 1980 et de 1984.